# Lothar Rolke
Lothar Rolke (* 1954) ist ein deutscher Wirtschafts- und Sozialwissenschaftler. Er ist Professor für BWL und Unternehmenskommunikation an der Hochschule Mainz.

## Leben
Lothar Rolke studierte von 1975 bis 1980 Politikwissenschaft, Politische Ökonomie, Germanistik und Pädagogische Psychologie an der Justus-Liebig-Universität in Gießen und wurde dort 1985 promoviert. Während seiner Promotionszeit arbeitete er als freier Hörfunk-Mitarbeiter beim Hessischen Rundfunk und als Personaltrainer.
In der Zeit von 1986 bis 1996 war Rolke bei der Agentur Reporter PR GmbH beschäftigt – zunächst als Berater, ab 1989 beteiligte er sich und war einer von drei Geschäftsführenden Gesellschaftern. In dieser Zeit wurde nicht nur das Schwesterunternehmen Reporter Presseagentur entwickelt, sondern es wurden auch neue Büros gegründet, u. a. in Berlin, Toronto und London. Für zwei Jahre war er Präsidiumsmitglied der Gesellschaft der Public Relations Agenturen (GPRA).
Ende 1995 wurde er als Professor an die Hochschule Mainz (Fachbereich Wirtschaftswissenschaften) berufen, wo er im Schwerpunkt die Fächer Unternehmenskommunikation und Kommunikationsmanagement vertritt. Er übernahm zudem  Lehraufträge zum Thema Kommunikations-Controlling in Masterprogrammen von österreichischen und Schweizer Hochschulen. Seine Forschungsschwerpunkte bilden Fragen zum Kommunikationsmanagement, zur Medien- und Personalkommunikation sowie zum Kommunikations-Controlling.
Im Jahr 2006 startete Lothar Rolke gemeinsam mit Andrea Beyer ein Programm mit jährlich stattfindenden Exkursionsreisen zu den Emerging Markets – zunächst zu den BRIC-Staaten, danach folgten Vietnam, Mexiko, Korea, Indonesien, Taiwan, Philippinen, Ghana und Südafrika.
Lothar Rolke ist außerhalb der Hochschule in verschiedenen Funktionen aktiv: Von 1991 bis 2011 war er Stiftungsrat in der Bonner Stiftung Mitarbeit. Von 2000 bis 2002 war er Mitglied im Aufsichtsrat der Tecis AG. Er ist Jurymitglied bei Best of Corporate Publishing sowie Co-Vorsitzender des DPRG-Arbeitskreises „Kommunikationssteuerung und Wertschöpfung“. Außerdem ist er Mitglied im Verbraucherbeirat der Schufa.

## Werk
Rolke hat sich in seinen frühen Arbeiten vor allem mit den Gründen für die Entstehung von Protestbewegungen in Deutschland befasst und erklärt das Phänomen aus dem gesellschaftlichen Strukturkonflikt von Systemdifferenzierung und Lebenswelt, also von funktionaler und kommunikativer Handlungskoordinierung. Protestbewegungen sind demnach die Exponenten der Lebenswelt, die  gegen eher resonanzlose gesellschaftliche Subsysteme wie das ökonomische oder das politisch-administrative aufbegehren. Während Jürgen Habermas dieser Sichtweise zustimmte, hat Niklas Luhmann zwar auch mehrfach auf Rolke Bezug benommen, sich aber in seinem Hauptwerk kritisch mit diesem Ansatz auseinandergesetzt.
Vor dem Hintergrund des dualen gesellschaftstheoretischem Konzepts von System und Lebenswelt definiert Rolke Public Relations (PR) als eine „spezifische  Umwelt-System-Interaktion“ – genauer als ein intersystemisches Interventionsprogramm, das das Mediensystem selbst hervorbringt, um extern angestoßene Informations- und Interpretationsprozesse systemkonform mitgestalten zu lassen und dadurch die eigene Verarbeitungskapazität von Komplexität zu erhöhen.
Die späteren Arbeiten konzentrieren sich auf Fragen zur Entstehung, Bedeutung und Messung von Kommunikationswirkungen. Dabei hat er wesentlich an der Entwicklung des Referenzmodells  und des Wirkungsstufenmodells  mitgewirkt, das heute als Branchenstandard gilt. In Ergänzung zur US-amerikanischen Evaluationsmetrik hat er für den deutschsprachigen Raum frühzeitig die Wirkungsdimension „Outflow“ eingeführt, um auch die betriebswirtschaftlichen Effekte wie Gewinn- und Umsatzbeiträge zu erfassen. Von ihm stammt das Axiom: „Der Wert von Kommunikation ist die Wirkung“. Oder: „The Value of communication is the effect.“
Die komplexen Stakeholder- und Marktbeziehungen eines Unternehmens sind systematisch im Stakeholder-Kompass abgebildet. Die Tausch- und Austauschbeziehungen mit Politik und Medien werden über das Konstrukt des Akzeptanzmarktes berücksichtigt. In der neuesten Version zeigt das Modell auch die drei Wert-Dimensionen von Kommunikation: Wertschöpfung, Wertsicherung und Wertaufbau.
Das „Three-Places-Modell“ dient dazu, die unterschiedlichen Räume des Internets in ihrer verschiedenen Logik voneinander abzugrenzen.

## Veröffentlichungen (Auswahl)
- Beyer, Andrea/Rolke, Lothar (Hrsg.) (2013): Deutschland Deine Blogger. Ein persönlicher Report über die Blogosphäre. Mainz
- Rolke, Lothar (2011): Der Stakeholder-Kompass. In: Paul, Herbert/Wollny, Volrad: Instrumente des strategischen Managements. Grundlagen und Anwendung. München, S. 108–118
- Jäger, Wolfgang/Rolke, Lothar (Hrsg.) (2011): Personalkommunikation. Interne und externe Öffentlichkeit für HR-Themen gewinnen. Köln
- Rolke, Lothar/Dost, Marei (2010): Werbung und PR im Leistungstest. Eine vergleichende Wirkungsstudie mit Sekundäranalyse, Experimenten und Empfehlungen für eine synergetische Markt- und Unternehmenskommunikation. Norderstedt
- Rolke, Lothar (2008): Public Relations – die Lizenz zur Mitgestaltung öffentlicher Meinung. Umrisse einer neuen PR-Theorie. In: Ulrike Röttger (Hg.): Theorien der Public Relations. Wiesbaden, S. 173–198, 2., aktualisierte und erweiterte Auflage
- Rolke, Lothar/Höhn, Johanna (2008): Mediennutzung in der Webgesellschaft 2008. Wie das Internet das Kommunikationsverhalten von Unternehmen, Konsumenten und Medien in Deutschland verändern wird. Norderstedt
- Rolke, Lothar/Koss, Florian (2005): Value Corporate Communications. Wie sich Unternehmenskommunikation wertorientiert managen lässt. Eine exemplarische Studie mit neuen Kennzahlen, Benchmarks und einer Anleitung zum Kommunikations-Controlling. Norderstedt
- Rolke, Lothar (2003): Produkt- und Unternehmenskommunikation im Umbruch. Was die Marketer und PR-Manager für die Zukunft erwarten. Hrsg. vom F.A.Z.-Institut. Frankfurt/M.
- Kirf, Bodo/Rolke, Lothar (Hrsg.) (2002): Der Stakeholder-Kompass der Unternehmenskommunikation. Frankfurt am Main
- Rolke, Lothar (1987): Protestbewegungen in der Bundesrepublik. Eine analytische Sozialgeschichte des politischen Widerspruchs. Opladen, ISBN 3-531-11854-4